# Federação Árabe Síria de Voleibol
A Federação Árabe Síria de Voleibol  (em inglêsːSyrian Arab Volleyball Federation,SAVF) é  uma organização fundada em 1955 que governa a pratica de voleibol em Singapura, sendo membro da Federação Internacional de Voleibol e da Confederação Asiática de Voleibol, a entidade é responsável por  organizar  os campeonatos nacionais de  voleibol masculino e feminino no país.